# Terong (Sijuk)
Terong is een bestuurslaag in het regentschap Belitung van de provincie Bangka-Belitung, Indonesië. Terong telt 2329 inwoners (volkstelling 2010).